# Xã Jefferson, Quận Shelby, Iowa
Xã Jefferson (tiếng Anh: Jefferson Township) là một xã thuộc quận Shelby, tiểu bang Iowa, Hoa Kỳ. Năm 2010, dân số của xã này là 537 người.